# Pyrausta saxatilis
Pyrausta saxatilis là một loài bướm đêm trong họ Crambidae.